# Euclemensia
"Euclemensia" redirects here. The arctiid moth genus invalidly described by Dognin năm 1914 is now Euclemensoides.

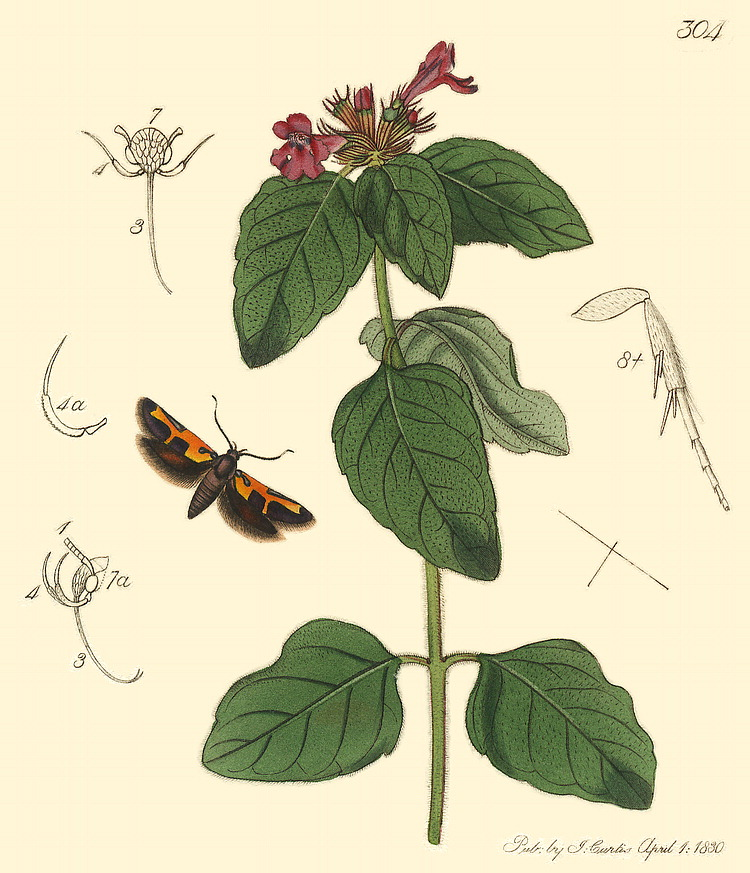
Engraving of adult with anatomical details from John Curtis's British Entomology (1830)

Euclemensia woodiella, hay Manchester Tinea là một loài bướm đêm màu nâu và vàng ở Anh, và chỉ có 3 mẫu được quan sát, một trong số ba mẫu này được lưu trữ ở Manchester Museum, một mẫu khác ở Natural History Museum, London, và mẫu thứ 3 trong bộ sưu tập của John Curtis ở Museum Victoria.

## Tham khảo

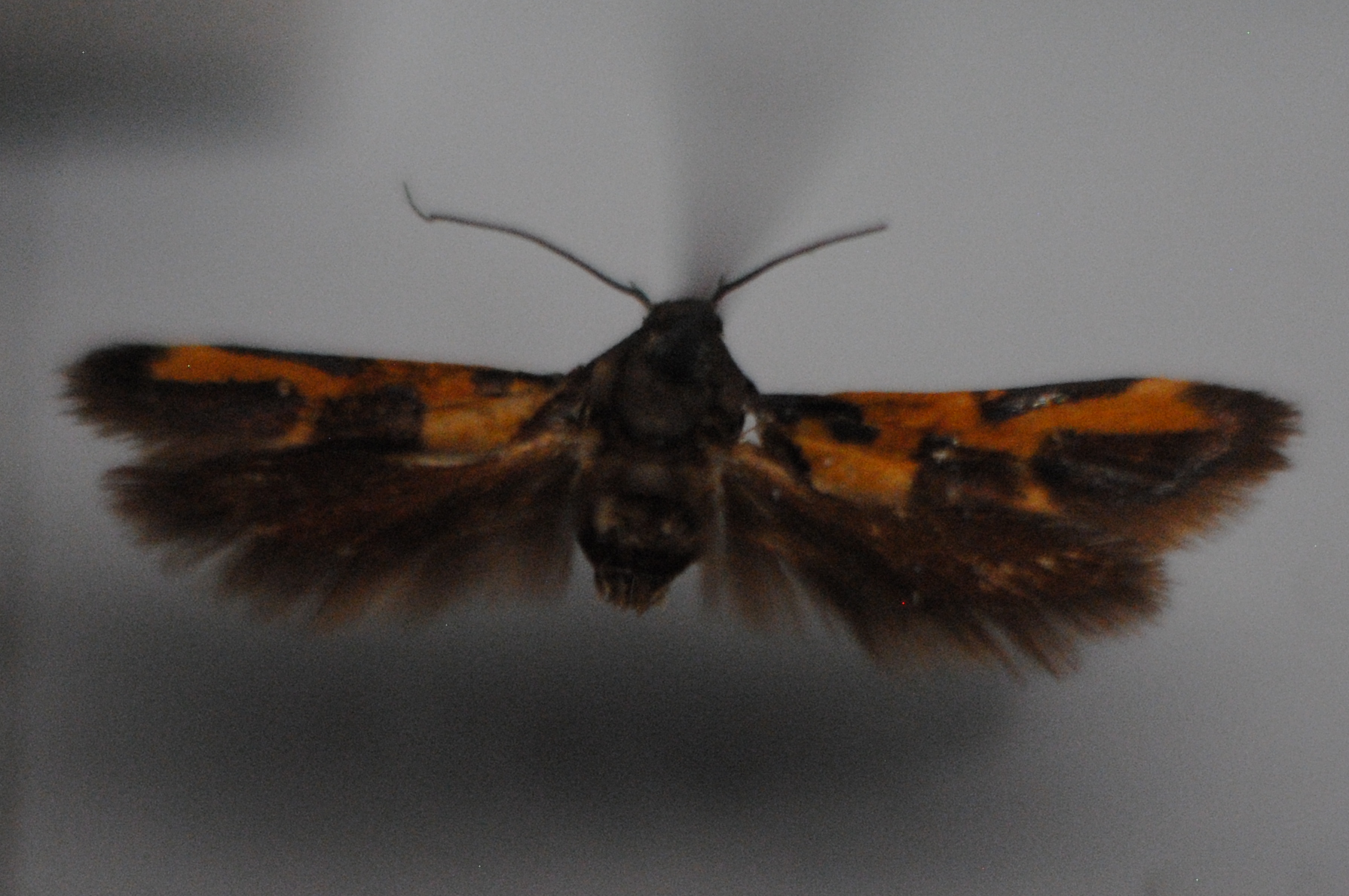

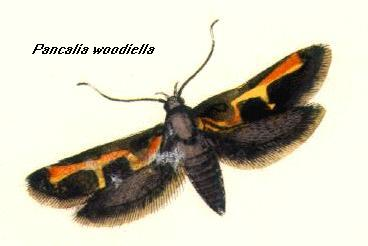
Manchester moth, painted by John Curtis.